# Longitarsus karlheinzi
Longitarsus karlheinzi là một loài bọ cánh cứng trong họ Chrysomelidae. Loài này được Warchalowski miêu tả khoa học năm 1972.